# Cry (Yonne)
Cry -también llamada Cry-sur-Armançon- es una localidad y comuna francesa situada en la región de Borgoña, departamento de Yonne, en el distrito de Avallon y cantón de Ancy-le-Franc.

## Demografía
| 361 | 357 | 314 | 332 | 335 | 332 | 316 | 368 | 318 | 321 | 320 | 326 | 336 | 311 | 296 | 314 | 333 | 308 | 270 | 263 | 247 | 222 | 211 | 189 | 195 | 226 | 233 | 220 | 232 | 215 | 181 | 170 | 179 |
| Para los censos de 1962 a 1999 la población legal corresponde a la población sin duplicidades (Fuente: INSEE [Consultar]) |     |     |     |     |     |     |     |     |     |     |     |     |     |     |     |     |     |     |     |     |     |     |     |     |     |     |     |     |     |     |     |     |